# アレックス・フロスト
アレックス・フロスト（Alex Frost,  1987年2月17日 - ）は、アメリカ合衆国の俳優である。

## 来歴
1987年、オレゴン州ポートランド生まれ。地元の高校を卒業後、オレゴン州にある芸術学校Oregon and Arts & Communication Magnet Academy in Beavertonへ入学して演技を学んだ。2003年にガス・ヴァン・サント監督が実際にコロラド州で起きた高校生による銃撃事件コロンバイン高校銃乱射事件を題材に製作した『エレファント』へ、主人公の高校生として出演して映画デビュー。それ以降、テレビドラマや映画へ出演してキャリアを重ね、2010年にはガス・ヴァン・サントが製作総指揮を務めた『バージニア/その町の秘密』へも出演してエド・ハリス演じる保安官の息子を演じている。2014年には日本人監督の清水崇が監督したホラー映画『7500』へも出演している。

## 出演作品

### 映画
- エレファント Elephant (2003)
- THE LOST/ザ・ロスト 失われた黒い夏 The Lost (2006)
- The Standard (2006)
- ストップ・ロス/戦火の逃亡者 Stop-Loss (2008)
- Mr.ボディガード 学園生活は命がけ! Drillbit Taylor (2008)
- ビンテージ・ラブ ～弟が連れてきた彼女～ The Vicious Kind (2009)
- Calvin Marshall (2009)
- Almost Kings (2010)
- バージニア/その町の秘密 Virginia (2010)
- 7500 (2014)
- See You in Valhalla (2014)
- アメリカで最も嫌われた女性 The Most Hated Woman in America (2017)

### テレビドラマ
- NCIS 〜ネイビー犯罪捜査班 NCIS: Naval Criminal Investigative Service (2006)
- Good Morning Rabbit (2010)

## 参照
1. ↑  “Alex Frost Biography”. 2014年8月18日閲覧。